# Johann Philipp Anton von und zu Frankenstein

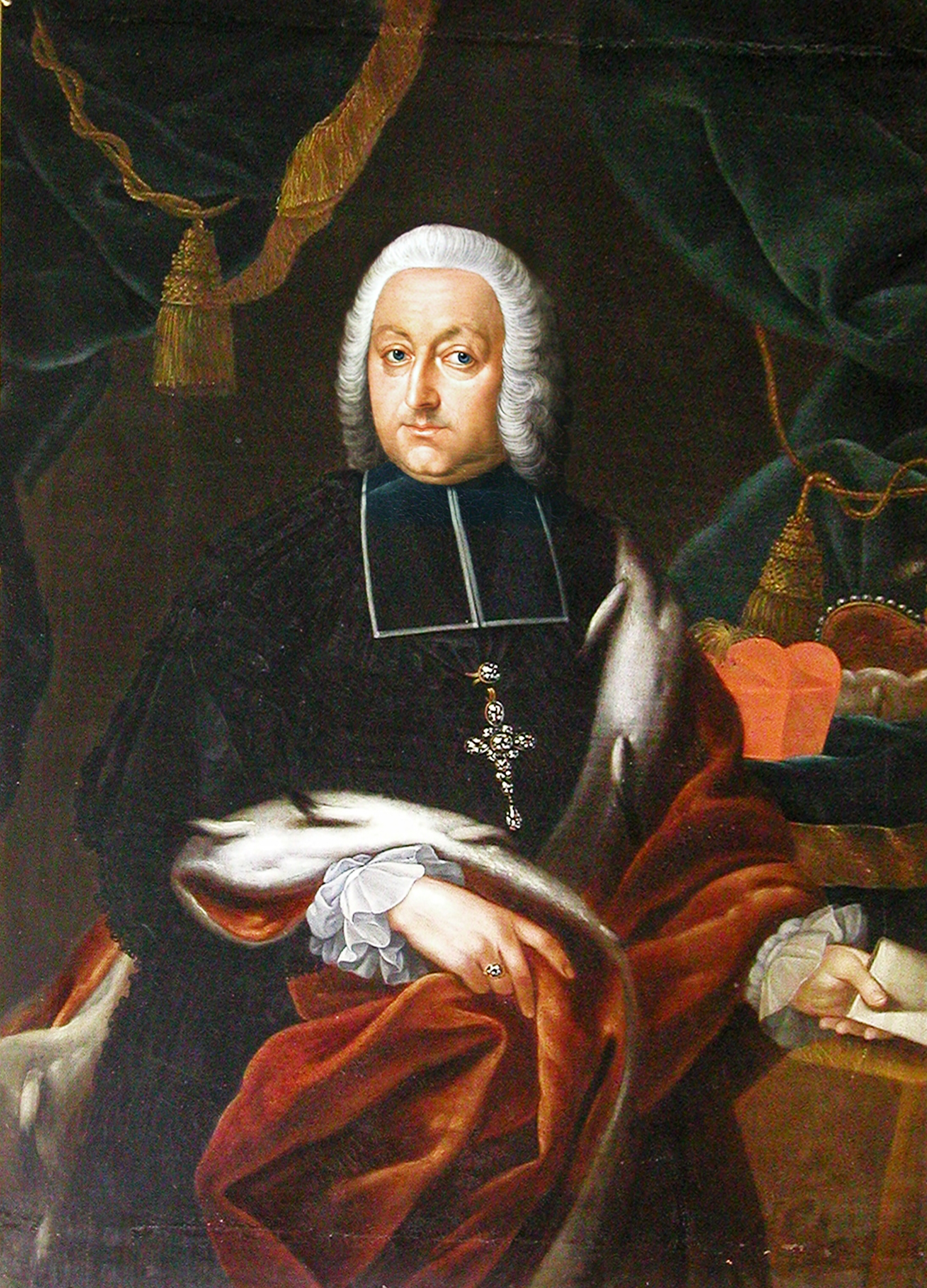
Johann Philipp Anton von und zu Frankenstein

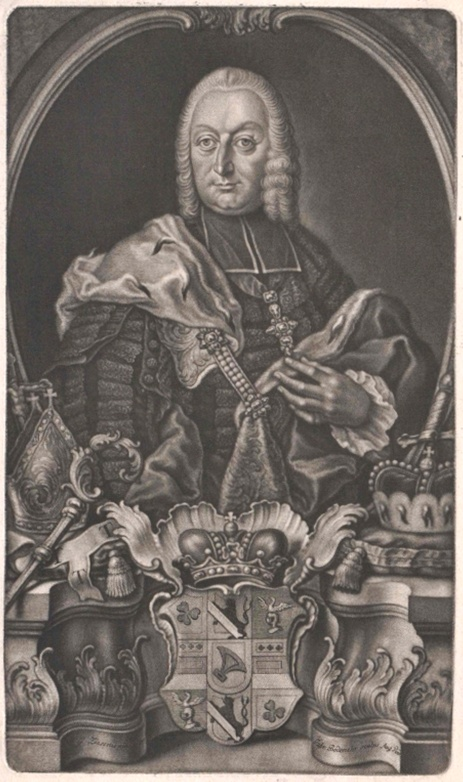
Fürstbischof von Frankenstein mit Wappen

Freiherr Johann Philipp Anton von und zu Frankenstein (* 27. März 1695 in Forchheim; † 3. Juni 1753 in Bamberg) war Bamberger Fürstbischof von 1746 bis 1753.

## Herkunft
Johann Philipp Anton entstammte dem Adelsgeschlecht von Frankenstein und war ein Sohn des hochfürstlich würzburgischen Oberamtmanns Johannes Freiherr von und zu Frankenstein und dessen Gattin Maria Margareta Freiin von Eyb.
Die Fürstbischöfe Johann Karl von Frankenstein (Worms), Johann Martin von Eyb (Eichstätt) und Marquard Sebastian Schenk von Stauffenberg (Bamberg) waren seine Großonkel.

## Leben
Ab 1711 besuchte er das Kollegium Germanicum in Rom, unternahm ausgedehnte Bildungsreisen und wurde 1719 Bamberger Domkapitular, bald auch Domherr in Würzburg und Mainz. Am 22. September 1736 empfing Johann Philipp Anton von Frankenstein durch Bischof Friedrich Karl von Schönborn-Buchheim die Priesterweihe, seine Primiz feierte er am 30. Oktober in Ullstadt. Als Mainzer Domherr partizipierte er 1742 in einer Dalmatik an der Krönung Kaiser Karl VII. im Frankfurter Dom, wobei er das Kreuz des krönenden Erzbischofs trug. Von 1743 an amtierte Frankenstein als Generalvikar im Erzbistum Mainz.
Am 26. September 1746 erfolgte die Wahl zum Bischof von Bamberg, die Bischofsweihe erhielt er am 23. März 1749 von dem Bamberger Weihbischof Heinrich Joseph von Nitschke.
Der Historiker Dieter Joachim Weiß schreibt über ihn: „Johann Philipp Anton zeichnete ein offener Blick für die politischen Realitäten aus. Als Fürstbischof gelangte er zu einem Ausgleich mit seinem Domkapitel und konnte jahrhundertealte Streitigkeiten beilegen.“
Aus seiner römischen Zeit haben sich Briefe erhalten, die in den Würzburger Diözesangeschichtsblättern publiziert wurden.
1748 ernannte Johann Philipp Anton von Frankenstein den von ihm geschätzten Künstler Ferdinand Dietz zu seinem Hofbildhauer. Er holte auch den Maler Giuseppe Appiani
nach Bamberg und beauftragte ihn mit der Fertigung eines großen Deckenfreskos im Weißen Saal von Schloss Seehof. Er förderte auch den Komponisten Johann Jakob Schnell (1687–1754), der ihm eines seiner bekannteren Werke widmete.
Frankenstein wurde im Bamberger Dom bestattet; sein Grabdenkmal befindet sich seit 1838 in der Michaelskirche in Bamberg.

## Galerie

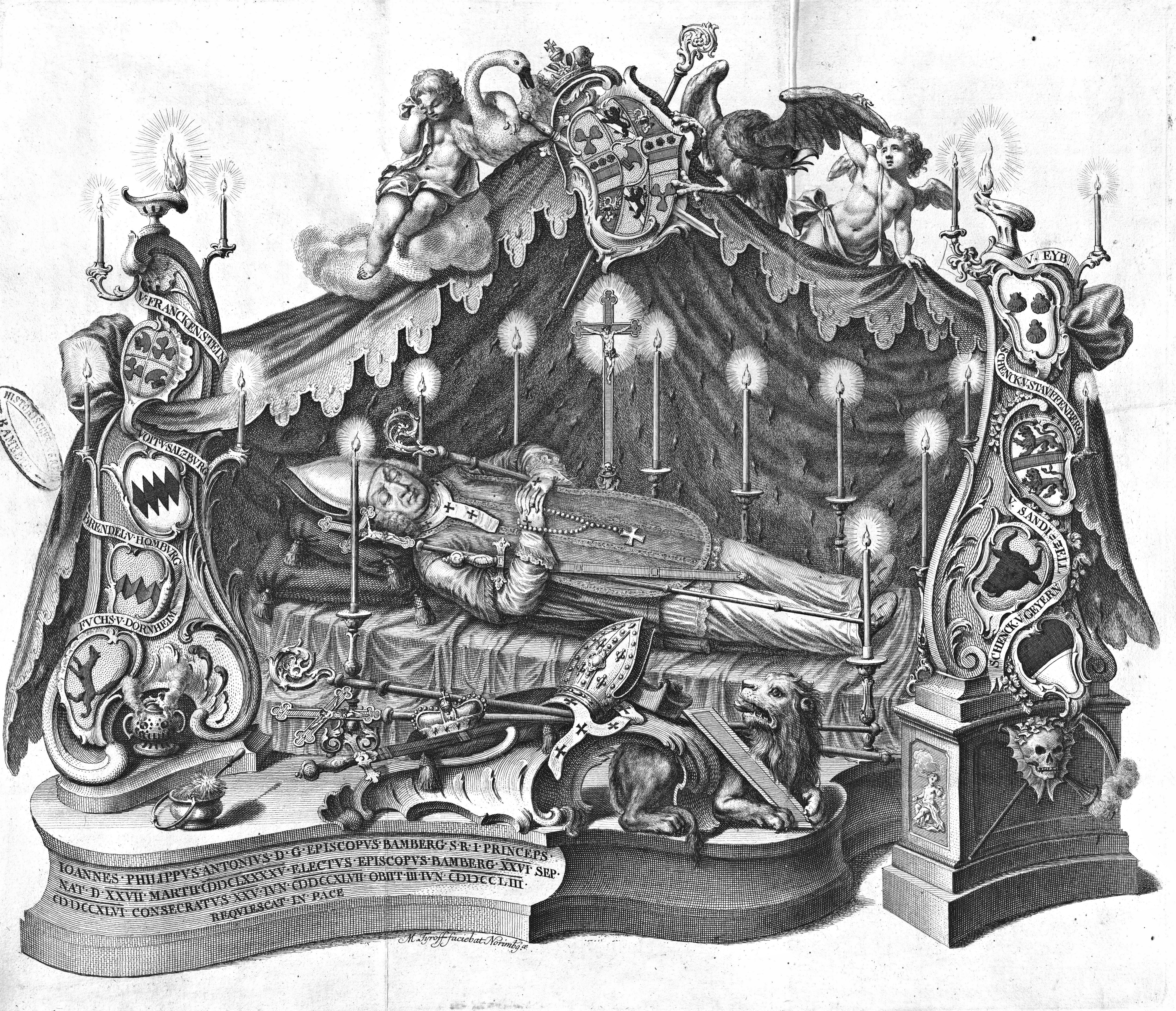
Bischof Frankenstein auf dem Sterbebett, 1753
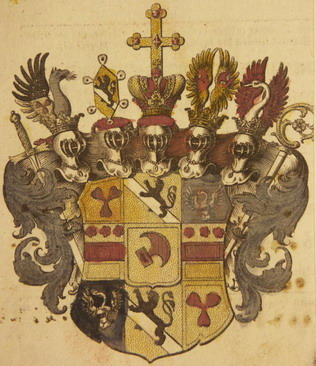
Wappen des Fürstbischofs
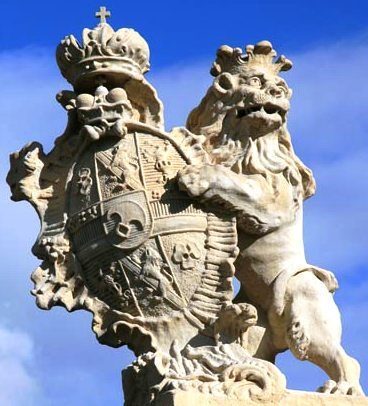
Bischöfliches Wappen an Schloss Ullstadt
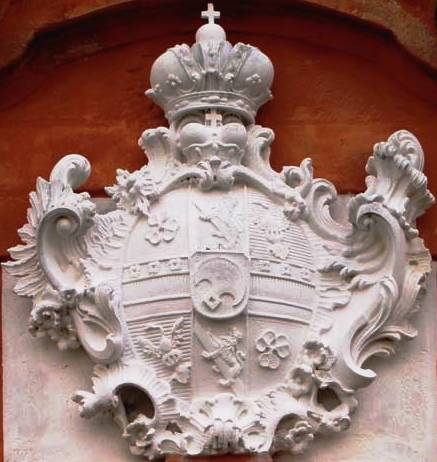
Bischöfliches Wappen an Schloss Seehof